# Weissblech Comics
Weissblech Comics ist ein deutscher Comicverlag aus Schönwalde-Langenhagen, der 1992 von Levin Kurio gegründet wurde. Er betrieb das Label zunächst als Hobby, bevor er den Verlag 1999 als Gewerbe anmeldete und das Produktportfolio erweiterte. Der Verlag arbeitete unter anderem mit Comiczeichnern und -autoren wie Roman Turowski, Rolf Nölte, Eckart Breitschuh, AHA, Rainer F. Engel oder Wittek zusammen.
Seit 2004 erscheint regelmäßig alle drei Monate das Magazin Hammerharte Horrorschocker. Weitere Serien wie Zombieman, Zombie Terror, Welten des Schreckens, Kala und Captain Berlin erscheinen in unregelmäßigen Abständen. Daneben gibt es Einzeltitel und Mini-Serien. Eingestellt sind XXX-Comics und WWC (Weissblechs Weltbeste Comics).